# Katastrofa w Czarnobylskiej Elektrowni Jądrowej

Położenie elektrowni jądrowej w Czarnobylu

Katastrofa w Czarnobylskiej Elektrowni Jądrowej, katastrofa czarnobylska, katastrofa w Czarnobylu – wypadek jądrowy, który nastąpił w nocy z 25 na 26 kwietnia 1986 w reaktorze jądrowym bloku energetycznego nr 4 Czarnobylskiej Elektrowni Jądrowej. W wyniku awarii przy przegrzaniu się rdzenia reaktora doszło do wybuchu wodoru, pożaru oraz rozprzestrzenienia się substancji promieniotwórczych.
Była to największa katastrofa w historii energetyki jądrowej i jedna z największych katastrof przemysłowych XX wieku. Razem z katastrofą w elektrowni jądrowej Fukushima I została zakwalifikowana do siódmego, najwyższego stopnia w skali INES.
W wyniku całkowitego zniszczenia reaktora skażeniu promieniotwórczemu uległ obszar od 125 000 do 146 000 km² terenu na pograniczu Białorusi, Ukrainy i Rosji, a wyemitowana z uszkodzonego reaktora chmura radioaktywna rozprzestrzeniła się po całej Europie. W efekcie skażenia ewakuowano i przesiedlono ponad 350 000 osób.

## Elektrownia jądrowa

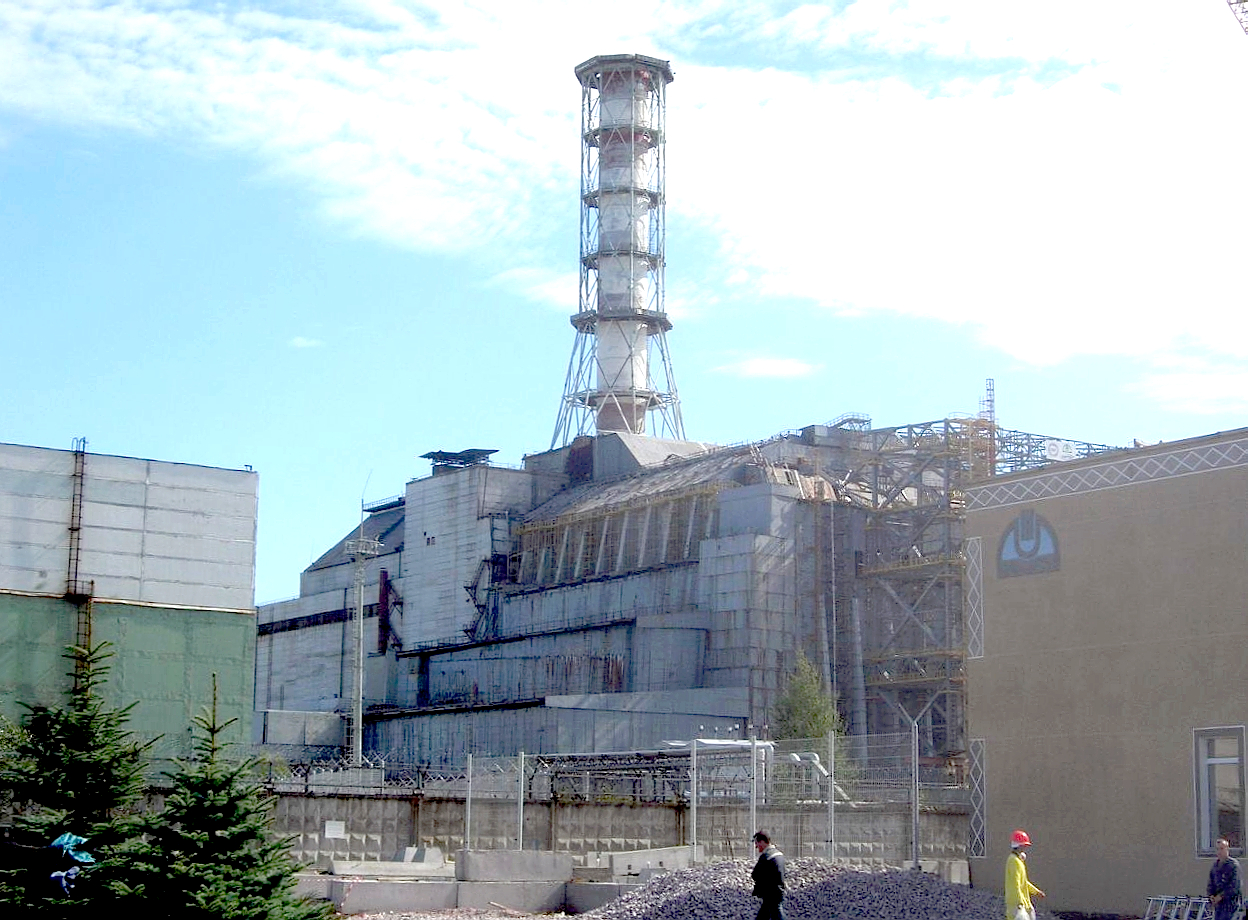
Blok reaktora przed montażem sarkofagu (2006)

Czarnobylska Elektrownia Jądrowa leżała w pobliżu miasta Prypeć na Ukrainie, 18 km na północny zachód od miejscowości Czarnobyl, 16 km od granicy ukraińsko-białoruskiej i około 110 km od Kijowa. W jej skład wchodziły cztery reaktory typu RBMK-1000, każdy o maksymalnej mocy cieplnej 3,2 GW.
Budowa elektrowni rozpoczęła się w latach 70. Reaktor nr 1 uruchomiony został w roku 1977, po czym oddano do użytku reaktor nr 2 (1978), nr 3 (1981) i nr 4 (1983). W momencie wypadku trwała budowa kolejnych dwóch reaktorów, nr 5 i 6.

## Streszczenie

### Główne przyczyny
Przyczynami technicznymi katastrofy były błędy konstrukcyjne reaktora polegające na wzroście jego reaktywności w wyniku wrzenia wody w reaktorze oraz w trakcie wprowadzania prętów kontrolnych do reaktora, wywołanym ich błędną konstrukcją. Przyczyny organizacyjne i proceduralne określono jako ogólny brak kultury bezpieczeństwa w ZSRR, polegający na braku przedkładania zasad bezpieczeństwa nad innymi celami. W szczególności brak niezależnego nadzoru bezpieczeństwa jądrowego, brak analiz bezpieczeństwa, brak udziału w eksperymencie specjalistów od bezpieczeństwa jądrowego.

### Przebieg awarii
Początkiem katastrofy było rozpoczęcie zrzutu prętów bezpieczeństwa do rdzenia reaktora, które zamiast przerwać działanie, zwiększyły jego moc. Wywołane było to błędną konstrukcją prętów i zwiększeniem ilości pary w kanałach w trakcie wsuwania prętów. Zrzut awaryjny prętów nie poskutkował, przegrzanie zdeformowało kanały, a pręty nie opadły. W wyniku słabszego chłodzenia rdzenia, gwałtownie wzrosła ilość pary, która zwiększyła szybkość reakcji jądrowej. Nastąpiło uszkodzenie koszulek prętów paliwowych. Ich rozerwanie wywołało wyrzut stopionego paliwa do wody, która zamieniła się w parę z szybkością eksplozji. Reakcja pary wodnej z cyrkonem wytworzyła wodór, który wydostał się z rdzenia do grafitowego reflektora neutronów, gdzie po zmieszaniu się z powietrzem, wybuchł, niszcząc reaktor i budynek reaktora. Odsłonięty i silnie rozgrzany grafit zapalił się, a rozgrzane produkty spalania wraz z parą i pyłami powstałymi ze stopienia rdzenia, uniosły się w powietrze nawet na 10 km. Niesione jego prądami zostały rozsiane po znacznym obszarze. Pożar ugaszono dopiero po kilku godzinach. Zasypywanie reaktora trwało 10 dni.
Po katastrofie, z powodów politycznych, ZSRR eksponował głównie winę operatorów reaktora.

## Sytuacja przed katastrofą

### Przyczyny eksperymentu
W trakcie budowy reaktora zmodyfikowano jego pierwotny projekt. Reaktor oddano do użytku, ale tych przeróbek, zarówno w trakcie jego rozruchu jak i później, nie przetestowano.
Część energii elektrycznej wytwarzanej przez każdy blok energetyczny była zużywana na potrzeby własne tego bloku (zasilanie pomp wody chłodzącej, systemów kontrolnych itp.). Gdyby doszło do konieczności wyłączenia reaktora, energia byłaby zapewniana początkowo przez awaryjne agregaty prądotwórcze, a potem z zewnątrz (inne bloki lub elektrownie).
Podczas budowy elektrowni okazało się, że awaryjne agregaty prądotwórcze uzyskują wystarczającą moc dopiero po 60 sekundach od ich włączenia, a turbogenerator po wyłączeniu reaktora dzięki sile rozpędu jest w stanie zapewniać wystarczającą moc zaledwie przez 15 sekund (później napięcie spadało poniżej wartości minimalnej wymaganej przez zasilane systemy). Oznaczało to, że przez 45 sekund systemy kontrolne i bezpieczeństwa reaktora nie byłyby zasilane. W związku z tym istniały dwie możliwości: zastosowanie agregatów prądotwórczych o krótszym czasie rozruchu albo przerobienie turbogeneratorów.
Wybrane zostało to drugie rozwiązanie, zmodyfikowano układ wzbudzenia tak, że turbogenerator miał dłużej (przez 60 sekund) utrzymywać napięcie na minimalnym poziomie, wcześniejsze testy tego układu nie przyniosły pozytywnych rezultatów. W czasie prób technicznych przed odbiorem wykonano podobny eksperyment, który wykrył problem z agregatami prądotwórczymi. Potem przerobiono turbogeneratory, ale zabrakło czasu (zbliżał się czas oficjalnego oddania reaktora do eksploatacji) na powtórzenie eksperymentu.

### Cele i warunki eksperymentu
Test miał wykazać, jak długo w sytuacji awaryjnej, po ustaniu napędzania turbin generatorów parą z reaktora, energia kinetyczna ich ruchu obrotowego produkuje wystarczającą ilość energii elektrycznej dla potrzeb awaryjnego sterowania reaktorem. Czas ten potrzebny jest, by uruchomić system awaryjnego zasilania elektrycznego sterowania reaktorem – mały generator elektryczny napędzany przez silnik spalinowy.
Eksperyment miał polegać na znacznym zmniejszeniu mocy reaktora, następnie na zablokowaniu dopływu pary do turbin generatorów i mierzeniu czasu ich pracy po odcięciu w taki sposób zasilania.
Dla przeprowadzenia eksperymentu potrzebne było symulowanie sytuacji awaryjnej. W ramach przygotowań do testu technicy wyłączyli niektóre z systemów kontroli pracy reaktora, między innymi system automatycznego wyłączania reaktora w razie awarii. Wyłączenie tego systemu nie było konieczne dla sprawnego przeprowadzenia testu, ale zdecydowano się na to, aby w razie trudności z eksperymentem móc go powtórzyć.
Reaktory pracujące w czarnobylskiej elektrowni to reaktory typu RBMK-1000, które z powodu dodatniej reaktywności dla pary wodnej są niestabilne przy spadku przepływu chłodzącej je wody. W reaktorze RBMK-1000 moderatorem był głównie grafit, który jest znacznie silniejszym moderatorem (silniej spowalnia neutrony, co jest konieczne do reakcji) od wody. Wrzenie wody (zwiększenie ilości pary) w rdzeniu poprawiało własności moderujące reaktora i tym samym reakcja jądrowa ulegała przyspieszeniu wraz ze wzrostem ilości pary, co jest równoważne ze wzrostem temperatury. Powoduje to samoczynny wzrost mocy reaktora, czyli dochodzi do wzbudzenia rezonansu sprzężenia zwrotnego, którego pierwotnym celem miało być kontrolowanie reakcji.
W typowym reaktorze wodno-ciśnieniowym, w którym woda jest zarówno chłodziwem jak i moderatorem (spowalniaczem neutronów) wzrost temperatury powoduje wytworzenie większej ilości pary wodnej, w wyniku czego, odwrotnie niż w RBMK, słabnie spowolnienie neutronów i reakcja jądrowa zwalnia. W czarnobylskim RBMK było inaczej: w pewnym zakresie mocy konstrukcja mogła wchodzić w stany rezonansu, które należało, obniżając lub podwyższając moc przejść jak najszybciej.
Inną wadą reaktorów RBMK-1000 była konstrukcja prętów kontrolnych (zawierających absorbujący neutrony bor), miały one oba końce wykonane z grafitu, po to by lepiej (mniejsze tarcie) przechodziły przez kanały w rdzeniu reaktora. Grafitowa końcówka wymagała jednak stosunkowo powolnego ich opuszczania (całe opuszczenie trwało do 20 sekund), co skutkowało w początkowej fazie opuszczania dodatkową moderacją neutronów czyli zwiększało reaktywność reaktora, choć miało jego moc w dłuższym efekcie obniżyć.
Personel elektrowni nie był wystarczająco poinformowany o tych wadach reaktora i możliwych ich skutkach.

## Przebieg awarii

### Przygotowania do eksperymentu
Reaktor miał zostać odłączony od sieci 25 kwietnia 1986 (piątek). Dzienna zmiana pracowników została uprzedzona o planowanym doświadczeniu i zapoznała się z odpowiednimi procedurami. Nad przebiegiem eksperymentu i działaniem nowego systemu regulacji napięcia czuwać miała specjalnie powołana grupa specjalistów w dziedzinie elektryczności pod nadzorem Anatolija Diatłowa (zastępcy naczelnego inżyniera ds. eksploatacji bloków energetycznych nr III i IV).
Zgodnie z planem eksperymentu od rana moc reaktora była stopniowo obniżana aż do poziomu 50%. Wtedy jedna z okolicznych elektrowni nieoczekiwanie przerwała produkcję energii. Aby zapobiec niedoborom elektryczności, dyspozytornia mocy w Kijowie zażądała opóźnienia wyłączenia reaktora do wieczora, kompensując popołudniowy wzrost zapotrzebowania na elektryczność.
O godzinie 23:04 czasu moskiewskiego z dyspozytorni mocy w Kijowie nadeszła zgoda na wyłączenie reaktora. To opóźnienie było katastrofalne w skutkach. Dzienna zmiana, zaznajomiona z procedurami, dawno już zakończyła pracę. Zmiana popołudniowa szykowała się do odejścia, a nocna, która rozpoczynała pracę o północy, miała przejąć kontrolę reaktora już w trakcie eksperymentu. Zespół ekspertów również odczuwał zmęczenie bezczynnym oczekiwaniem od rana.
Według pierwotnego planu eksperyment miał być przeprowadzony za dnia, a zadaniem nocnej zmiany byłoby jedynie czuwanie nad systemem chłodzenia wyłączonego już reaktora. Dlatego też pracownicy, którzy rozpoczęli pracę o północy, nie byli przygotowani na napotkane warunki, a przekazane im opisy procedur pełne były ręcznych poprawek i skreśleń. Szefem zmiany nocnej był Aleksander Akimow, a operatorem odpowiedzialnym za obsługę reaktora Leonid Toptunow, młody inżynier z niewielkim stażem pracy (ok. 3 miesięcy).
Początkowo rozpoczęto redukcję mocy cieplnej reaktora z nominalnej 3,2 GW do założonej 0,7–1,0 GW. Jednak po odłączeniu systemu regulacji moc reaktora spadła do 30 MW, było to wywołane nagromadzeniem się ksenonu-135 w wyniku wcześniejszego zmniejszania mocy reaktora. Ksenon-135 silnie pochłania neutrony („zatrucie ksenonowe”). Reaktor nie posiadał przyrządów kontrolnych, które pozwoliłyby wykryć ten stan reaktora. Zatrucie ksenonowe po zmniejszeniu mocy reaktora narasta jeszcze przez kilka godzin, dlatego standardowe procedury obsługi reaktorów zalecają, by po znacznym zmniejszeniu mocy reaktora, wyłączyć reaktor i odczekać około 24 godzin do ponownego uruchomienia.
Przy tak małej mocy przeprowadzenie eksperymentu było niemożliwe. Operatorzy, nieświadomi zatrucia ksenonowego, prawdopodobnie sądzili, że spadek mocy spowodowany był usterką jednego z automatycznych regulatorów. Aby zwiększyć moc reaktora, zaczęli usuwać kolejne pręty kontrolne, aż do momentu, gdy konieczne było wyłączenie automatycznych mechanizmów i ręczne przesunięcie prętów do pozycji znacznie przekraczającej przyjęte normy.
Reaktor powoli zwiększył moc do 200 MW, czyli poziomu trzykrotnie niższego niż wymagany do eksperymentu. Mimo tego nie przerwano go – na jego kontynuację nalegał Diatłow, który lekceważył zastrzeżenia operatorów (którzy nie dorównywali mu ani pozycją, ani doświadczeniem zawodowym). Zgodnie z planem 26 kwietnia (sobota) o godzinie 01:05 zwiększono obieg wody chłodzącej. Przepływ chłodziwa przekroczył górny limit o godzinie 01:16. Zwiększone chłodzenie obniżyło temperaturę rdzenia reaktora i, co za tym idzie, ilość pary wodnej. Woda w stanie ciekłym pochłania więcej neutronów niż para, w efekcie czego moc reaktora ponownie spadła. Zrekompensowano to jeszcze dalszym wysunięciem prętów kontrolnych.
W wyniku tych działań reaktor został doprowadzony do skrajnie niestabilnego stanu i pozbawiony zupełnie kontroli za pomocą służących do tego prętów. Jedynym czynnikiem hamującym pracę reaktora był wysoki poziom ksenonu w paliwie jądrowym, który będzie się zmniejszał, gdy strumień neutronów w reaktorze wzrośnie. W tej sytuacji automatyczny system bezpieczeństwa powinien wygasić reaktor, jednakże operatorzy zadecydowali o wyłączeniu tego zabezpieczenia.

### Pierwszy wybuch
O godzinie 01:23:04 rozpoczął się niedopracowany eksperyment. Załoga nie zdawała sobie sprawy z niestabilności reaktora i wyłączyła przepływ pary do turbin. Ponieważ zwalniająca turbina napędzała pompy, przepływ wody chłodzącej malał, a wytwarzanie pary wzrosło. Dodatnia reaktywność dla pary, charakterystyczna cecha reaktorów typu RBMK, spowodowała wzrost ilości rozszczepień, co podniosło temperaturę. To jeszcze bardziej zwiększyło wrzenie wody. Szybko przekroczona została moc reaktora, wzrastający strumień neutronów wypalił wydzielony wcześniej i pochłaniający neutrony ksenon. Wzrost mocy i temperatury reaktora nastąpił lawinowo.
O 01:23:40 Aleksander Akimow, kierownik zmiany bloku, próbował uruchomić procedurę AZ-5 (SCRAM), która natychmiast wygasza reaktor poprzez całkowite wsunięcie prętów kontrolnych, także tych wyjętych wcześniej. Było to działanie mające zapobiec nagłemu skokowi mocy i przegrzaniu reaktora. Uruchomienie AZ-5 mogło być odpowiedzią na nagły wzrost mocy, jednakże Diatłow pisze:
„Przed godziną 01:23:40 centralny system kontrolny (...) nie zarejestrował żadnych zmian parametrów, które usprawiedliwiałyby AZ-5. Komisja (...) zebrała i przeanalizowała dużą ilość materiału i, jak oświadczyła w raporcie, nie ustaliła przyczyny rozpoczęcia AZ-5. Nie ma też powodu, by szukać przyczyny. Reaktor po prostu miał być wyłączony na zakończenie eksperymentu”.
Mechanizm wprowadzający pręty kontrolne do rdzenia nie zadziałał. Powolne tempo wsuwania prętów (0,4 m/s, około 18–20 sekund na przebycie całej długości) było jedną z przyczyn. Jeszcze gorsze skutki wywołała wadliwa konstrukcja prętów. Ich końcówki wykonane były z grafitu. Podczas wsuwania wypychały chłodziwo, a same – będąc moderatorem – wbrew zamierzeniu przyspieszały reakcję rozszczepienia. W efekcie tego AZ-5, zamiast wygasić reaktor, spowodował nagły wzrost mocy. Późniejsze badania symulacyjne wykazały, że w tej sytuacji należało poprzestać na samym wznowieniu przepływu wody, a dopiero po ochłodzeniu reaktora, wyłączyć go (wypowiedzi Diatłowa wskazują, że się tego domyślał i dlatego nie chciał włączyć AZ-5; jednak Akimow postąpił zgodnie z obowiązującymi procedurami, natomiast Diatłow nie miał w zwyczaju objaśniać motywów swoich działań, a tylko oczekiwał od podwładnych ślepego posłuszeństwa).
Przegrzanie rdzenia sprawiło, że kanały paliwowe popękały, blokując pręty kontrolne. W ciągu trzech sekund moc reaktora wzrosła do 530 MW. O godzinie 01:23:47, w siedem sekund po rozpoczęciu AZ-5, moc cieplna osiągnęła 30 GW, niemal dziesięciokrotnie przekraczając normalny poziom. Gwałtowny wzrost ciśnienia zniszczył kanały paliwowe i rozerwał rury z wodą chłodzącą. Paliwo zaczęło się topić i wpadać do zalegającej na dnie wody.
O godzinie 01:24, 20 sekund po rozpoczęciu AZ-5, wzrost ciśnienia znajdującej się w reaktorze pary wodnej doprowadził do pierwszej eksplozji pary wewnątrz reaktora.  Kompletnie zniszczony rdzeń reaktora wszedł w kontakt z chłodziwem, co spowodowało reakcję cyrkonowych wyściółek kanałów paliwowych z wodą, która zaczęła rozkładać się z wydzielaniem wodoru, a po zniszczeniu cyrkonowych osłon bezpośrednio zetknęła się z rozżarzonym grafitem o temperaturze 3000 °C i doszło do jej termolizy z wydzielaniem mieszaniny piorunującej (wodór i tlen w stosunku 2:1).

### Drugi wybuch
Następnie doszło do drugiej, większej eksplozji wodoru i tlenu, która wysadziła ważącą 1200 ton pokrywę ochronną reaktora i zniszczyła budynek czwartego bloku. Eksplozja ta pozwoliła na wniknięcie powietrza do wnętrza reaktora. Spowodowało to zapłon kilku ton grafitowych bloków izolujących reaktor, które płonąc przez 9 dni, uwolniły do atmosfery najwięcej izotopów promieniotwórczych. Większość z 211 prętów kontrolujących pracę rdzenia reaktora stopiła się.
Do atmosfery dostał się radioaktywny pył. Radioaktywne cząstki wyrzucone do atmosfery wybuchem, jak i te emitowane nadal w wyniku trwającego pożaru grafitu, tworzyły pióropusz radioaktywnych drobin o wysokości 1030 m, który następnie przemieścił się w stronę miasta Prypeć. Wiatr utrzymywał jednak chmurę radioaktywnych cząstek z dala od miasta. 

## Po awarii

### Promieniowanie
Poziom promieniowania w najbardziej dotkniętych katastrofą częściach budynku bloku nr 4 ocenia się na 5,6 R/s (0,056 Gy/s), czyli 20 kR/h (200 Gy/h). Dawka śmiertelna to około 500 R pochłonięta w ciągu 5 godzin, co oznacza że w niektórych miejscach niezabezpieczeni w żaden sposób pracownicy przyjęli śmiertelną dawkę promieniowania w ciągu kilku minut. Dozymetr zdolny do pomiaru promieniowania na poziomie 1000 R/s (10 Gy/s) był niedostępny z uwagi na zniszczenia, a drugi egzemplarz okazał się wadliwy. Pozostałe dozymetry działały w zakresie do 0,001 R/s (0,00001 Gy/s), przez co nieprzerwanie podawały odczyt „poza skalą”. W wyniku tego obsługa reaktora nie była świadoma jak wielką dawkę promieniowania przyjmuje.

### Akcja gaśnicza i zabezpieczająca

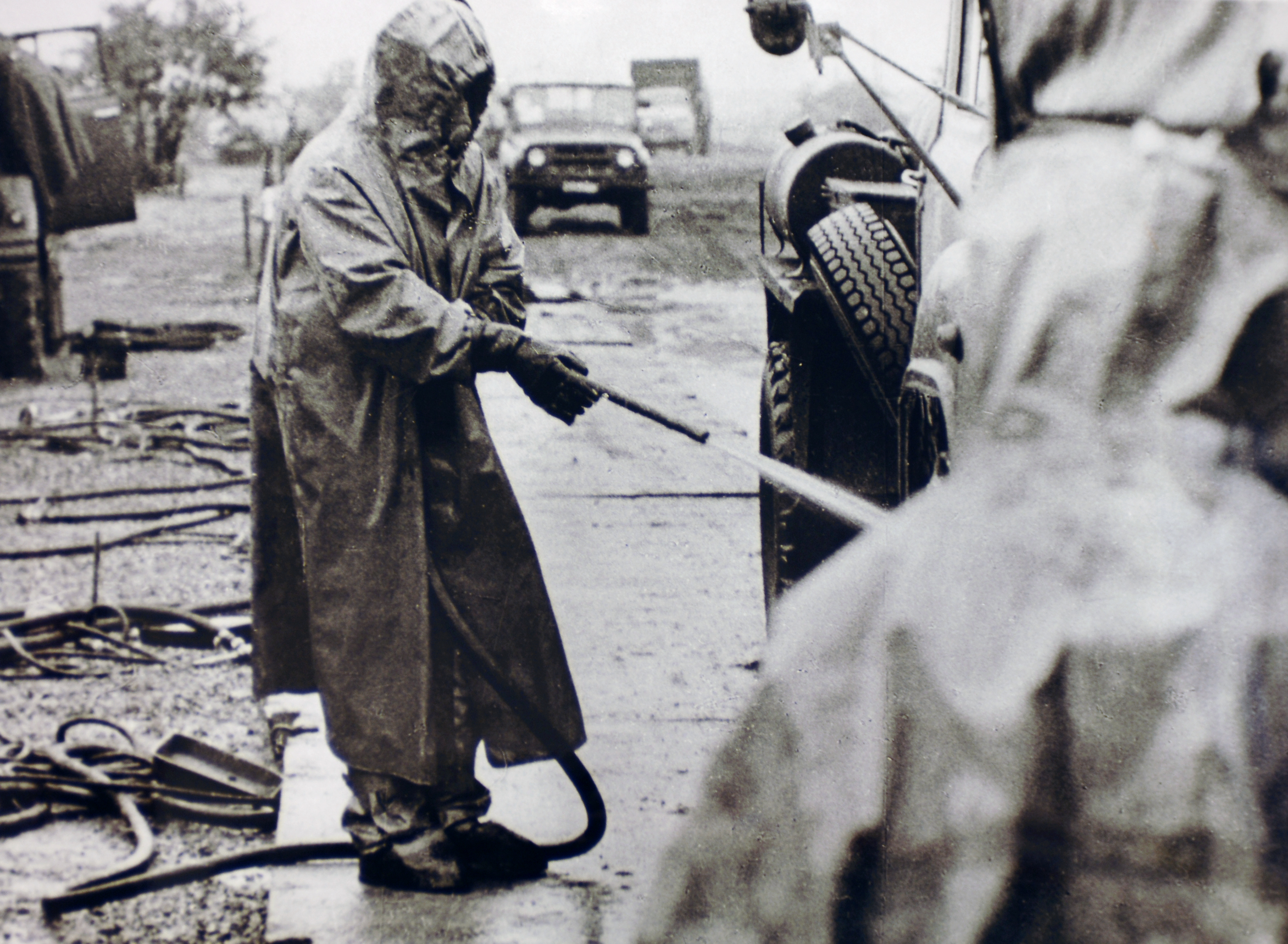
Dekontaminacja pojazdów biorących udział w akcji ratunkowej

Wkrótce po wybuchu pożaru na miejsce przybyła straż pożarna. Pierwsza stawiła się jednostka zakładowej straży pożarnej pod komendą porucznika Władimira Prawika, który zmarł 11 maja 1986 w wyniku choroby popromiennej. Strażacy nie zostali poinformowani o niebezpieczeństwie kontaktu z radioaktywnym dymem i odpadami, a możliwe jest też, że w ogóle nie zdawali sobie sprawy, że wypadek to coś więcej niż zwykły pożar instalacji elektrycznych. „Nie wiedzieliśmy, że to reaktor. Nikt nam tego nie powiedział”.
Grigorij Chmiel, kierowca jednego z wozów pożarniczych, relacjonuje później:
Przyjechaliśmy za 10 czy 15 druga w nocy... Widzieliśmy porozrzucany wokoło grafit. „Czy to jest grafit?” – zapytał Misza. Kopnąłem leżący na drodze kawałek, ale jeden ze strażaków podniósł go. „Jest gorący” – powiedział. Kawałki grafitu były różnych rozmiarów. Jedne wielkie, inne tak małe, że dało się je podnieść...
O promieniowaniu nie wiedzieliśmy prawie nic. Nawet ci, co pracowali tu wcześniej, nie mieli pojęcia. W pojazdach nie było wody, więc Misza napełnił zbiorniki i wycelowaliśmy strumień w górę. Potem ci chłopcy, którzy niedługo potem umarli, poszli na dach – Waszczyk Kolia, Wołodia Prawik i inni... Wspięli się po drabinie... i nie widziałem ich więcej.
Ugaszenie płonącego grafitu było bardzo trudne. Potrzeba było do tego kilku tysięcy ton piasku, boru, dolomitu, gliny i ołowiu zrzucanych ze śmigłowców (głównie Mi-26 i mniejszych Mi-8 – ich załogi były tylko prowizorycznie zabezpieczone przed skutkami promieniowania). Zrzucane materiały pod wpływem żaru z reaktora stapiały się razem, tworząc zwartą masę. Jak się później okazało, ołów, zastosowany w gaszeniu reaktora, pod postacią par wyrządził ogromne szkody osobom gaszącym ruiny reaktora.
Kiedy zakończono zrzucanie ładunków, nastąpił poważny kryzys. Pod grubą na metr betonową podstawą reaktora znajdowały się zbiorniki rozbryzgowe na wodę z ewentualnych wycieków. Po przedostaniu się stopionej masy do tych zbiorników mógł nastąpić kolejny wybuch, powodując jeszcze większe skażenie. Ponieważ prawdopodobieństwo takiego zdarzenia szacowano na 10–15%, przedsięwzięto akcję zapobiegawczą: ściągnięto setki wozów strażackich i beczkowozów do wypompowania wody. Mimo tej akcji w zbiorniku wciąż pozostawało kilka hektolitrów wody, więc trójka pracowników elektrowni (Walery Bezpałow – inżynier, Aleksiej Ananenko – inżynier, Borys Baranow – aparatowy) nurkując dotarła do zbiornika, by otworzyć dwa zawory główne.
Po otwarciu zaworów przystąpiono do instalowania pod reaktorem agregatów chłodzących. Ponieważ w trakcie prac temperatura reaktora spadła (głównie w wyniku zasypywania go ołowiem), zamiast tego postanowiono wybudować w tym miejscu „poduszkę betonową”, aby w razie przepalenia się reaktora do wnętrza nie doszło do stopienia fundamentów i silnego skażenia terenu. Ponieważ grunt był miękki (Prypeć i Czarnobyl leżą w pobliżu mokradeł), użyto techniki stosowanej w podobnych sytuacjach do budowy metra – do ukośnych odwiertów wlewano ciekły azot (–196 °C) i doprowadzono do zamrożenia gruntu. 13 maja grupa 450 górników sprowadzonych z Tuły (ze względu na podobne warunki gruntowe) rozpoczęła kopanie tunelu o długości 150 metrów. Ukończono go po 36 dniach pracy w trzygodzinnych szychtach (w celu ograniczenia napromieniowania). Górnicy w tym czasie otrzymali dawkę 40–80 rem, w ciągu kilku kolejnych lat 170 z nich zmarło.
Po 10 dniach pierwotna, betonowa podstawa reaktora przepaliła się a radioaktywne szczątki reaktora runęły do zabezpieczonego „betonową poduszką” zbiornika, gdzie pozostają do dziś. Ich wydobycie jest obecnie technicznie niemożliwe.
W grudniu 1986 roku, po 6 miesiącach dochodzenia, przeprowadzono badania wewnątrz betonowego sarkofagu, gdzie odkryto wysoce radioaktywną substancję w pomieszczeniach poniżej reaktora. Ważąca kilkaset ton bryła została nazwana „stopą słonia” z powodu swojej pomarszczonej powierzchni. Bryła ta jest spiekiem piasku, szkła i dużych ilości radioaktywnego paliwa, które wydostało się z reaktora. Przez betonowy sufit pomieszczeń pod reaktorem przedostała się lawa roztopionych szczątków oraz wcześniej nieznana substancja krystaliczna, która została nazwana czarnobylitem.

### Straty ludzkie

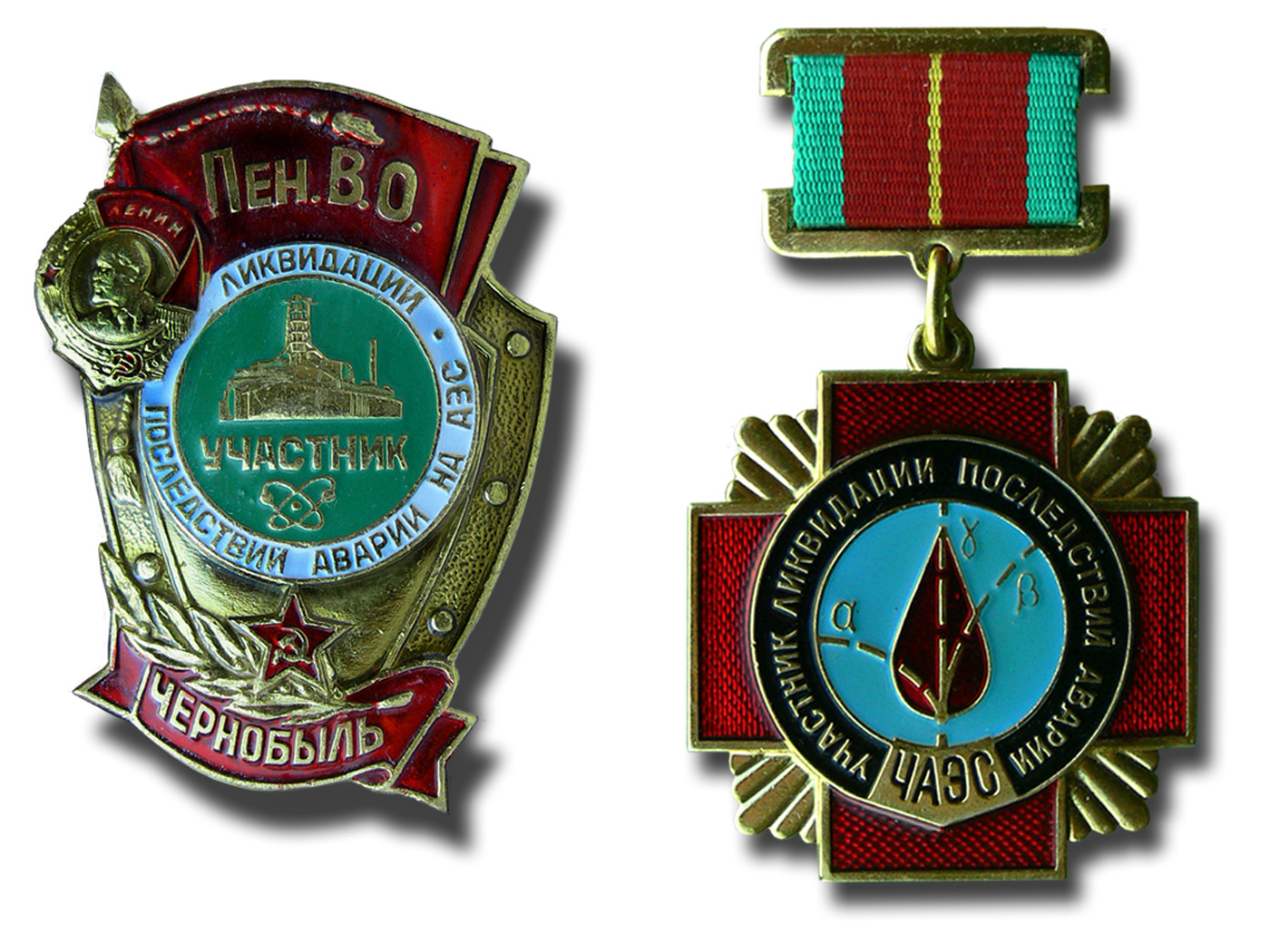
Odznaka i medal nadawane uczestnikom akcji likwidacji katastrofy w Czarnobylu

Kontrowersje budzi szacowana liczba ofiar. Najnowszy raport Komitetu Naukowego ONZ ds. Skutków Promieniowania Atomowego (UNSCEAR) stwierdza, że 134 pracowników elektrowni jądrowej i członków ekip ratowniczych było narażonych na działanie bardzo wysokich dawek promieniowania jonizującego, po których rozwinęła się ostra choroba popromienna. 28 z nich zmarło w wyniku napromieniowania, a 2 od poparzeń. Wielu ludzi biorących udział w akcji zabezpieczenia reaktora zginęło podczas towarzyszących akcji wypadków budowlanych. Najbardziej spektakularnym wypadkiem była uchwycona na filmie katastrofa śmigłowca, którego łopaty wirnika uderzyły o mało widoczne liny dźwigu; cała załoga śmigłowca zginęła.
Po katastrofie wyznaczono zamkniętą strefę buforową o powierzchni 2,5 tysiąca km² i wysiedlono z niej wszystkich mieszkańców (choć, jak wynika z aktualnych badań, silnie skażony obszar w okolicach elektrowni ma powierzchnię 0,5 km²). W promieniu 10 km od elektrowni utworzono strefę „szczególnego zagrożenia”, a w promieniu 30 km strefę „o najwyższym stopniu skażenia”. Zlikwidowano 20 pobliskich kołchozów i wyłączono z uprawy rolnej 100 000 hektarów ziemi rolnej. Ewakuowano także całą ludność miasta Prypeć, liczącą wówczas 50 tys. mieszkańców. Skażeniu uległo 9 proc. obszaru Ukraińskiej SRR, a po 1991 konsekwencje katastrofy nadal dotykają niepodległą Ukrainę.

### Informowanie o katastrofie
Początkowo władze sowieckie nie informowały opinii publicznej ani innych krajów o katastrofie i jej skali. Kraje zachodnie dowiedziały się o wydarzeniach m.in. dzięki pracownikom znajdującej się w Szwecji Elektrowni Atomowej Forsmark, którzy 28 kwietnia 1986 roku wykryli radioaktywną chmurę.

## Proces sądowy
W lipcu 1987 w Czarnobylu odbył się proces osób uznanych za winnych wypadku. Wśród oskarżonych znaleźli się:
- Wiktor Briuchanow – dyrektor elektrowni
- Nikołaj Fomin – naczelny inżynier
- Anatolij Diatłow – zastępca naczelnego inżyniera ds. bloków III i IV (jako bezpośrednio nadzorujący przeprowadzenie testu)
- Boris Rogożkin – naczelnik zmiany elektrowni (podczas jego zmiany doszło do wypadku)
- Aleksander Kowalenko – naczelnik drugiego działu reaktorowego
- Jurij Łauszkin – inspektor Państwowego Dozoru Jądrowego

Wszyscy zostali skazani 29 lipca 1987, głównie za zaniedbania i nieprzestrzeganie zasad bezpieczeństwa. Trzech pierwszych oskarżonych otrzymało wyrok 10 lat więzienia, a pozostali od dwóch do pięciu lat. Briuchanowa zwolniono przedterminowo w 1991, Diatłowa w 1990, wcześniejsze zwolnienie uzyskał też Fomin.

## Raporty o katastrofie

### Raport Forum Czarnobyla
Forum Czarnobyla 2003–2005, w skład którego wchodziły Międzynarodowa Agencja Energii Atomowej (IAEA), Światowa Organizacja Zdrowia (WHO), Program Narodów Zjednoczonych ds. Rozwoju (UNDP), inne ciała Organizacji Narodów Zjednoczonych i rządy Ukrainy, Białorusi i Rosji, udostępniło szczegółowy raport dotyczący skutków katastrofy reaktora.
Według opublikowanych danych, spośród 134 pracowników likwidujących awarię, u których wystąpiła ostra choroba popromienna, 28 osób zmarło z jej powodu w 1986 r., a 19 w kolejnych w latach 1987–2004 (niektóre z tych śmierci nie miały związku z napromieniowaniem). W trakcie akcji ratowniczej 2 osoby zginęły z powodu wypadków niezwiązanych z promieniowaniem, a jedna osoba zmarła z powodu zakrzepicy.
Według niektórych badań w wyniku katastrofy ok. 600 000 osób na świecie narażonych zostało na podwyższoną dawkę promieniowania rzędu 1 mSv. Jest to równoważnik dwóch zdjęć rentgenowskich. Przeciętny mieszkaniec Polski otrzymuje rocznie dawkę około 3–4 mSv od źródeł naturalnych, jak promieniowanie kosmiczne czy naturalne pierwiastki promieniotwórcze w glebie. Z kolei występują na Ziemi takie miejsca, gdzie tło naturalne osiąga wartość powyżej 100 mSv (np. Ramsar w Iranie, czy Guarapari w Brazylii) i nie obserwuje się negatywnych skutków zdrowotnych wśród dziesiątek tysięcy ludzi mieszkających tam od pokoleń.
Liczbę śmiertelnych nowotworów, które rozwinęły się i mogą rozwinąć się w przyszłości w grupie silnie napromieniowanej po awarii w Czarnobylu oszacowano na ok. 4000. Wśród mieszkańców skażonych terenów wzrost ryzyka zachorowań na nowotwory inne niż tarczycy nie jest obserwowany (jednak ze względu na długi okres rozwoju takich chorób nie można wykluczyć przyszłego wzrostu zachorowań na raka i, szacowanego na poniżej 1%, wzrostu śmiertelności z tego powodu). W raporcie wskazano liczbę ponad 4000 zdiagnozowanych nowotworów tarczycy, które w większości można przypisać wchłonięciu jodu-131, głównie u dzieci. Z tej przyczyny do roku 2002 zmarło 15 osób. Oczekuje się dalszego wzrostu zachorowań na raka tarczycy.
Nie stwierdzono wzrostu nieprawidłowych urodzeń ani efektów dziedzicznych u osób z terenów napromieniowanych, natomiast wiele osób poszkodowanych ma problemy psychologiczne związane z wypadkiem i przesiedleniem (np. depresje, alkoholizm, trauma, choroby psychiczne, radiofobia podsycana przez media). Dodatkowo nie obserwuje się jakichkolwiek anomalii wśród dzieci, których matki w czasie ciąży (lub wcześniej) narażone były na opad czarnobylski.

### Raport Lekarzy przeciw Wojnie Nuklearnej
Raport Lekarzy przeciw Wojnie Nuklearnej szacuje liczbę wypadków raka tarczycy powstałych z powodu katastrofy na 10 000 i szacuje, że istnieje możliwość kolejnych 50 000 przypadków, do tego doszło do 10 000 deformacji płodów i śmierci 5000 niemowląt. Jednak do tej pory nie zaobserwowano jakichkolwiek negatywnych skutków wśród dzieci urodzonych po awarii. Związek Czarnobyla, organizacja zrzeszająca likwidatorów elektrowni podaje, że 10% z 600 000 osób pracujących przy tym procesie już nie żyje (20 lat po tragedii), a kolejnych 165 000 jest niepełnosprawnych. Z kolei profesor Wade Allison z Uniwersytetu Oksfordzkiego oszacował liczbę śmierci nowotworowych z powodu Czarnobyla na 81. Współcześnie status osoby poszkodowanej w wyniku katastrofy w Czarnobylu ma 1 milion dzieci i 2 miliony dorosłych.

## Konsekwencje gospodarcze i polityczne
Trudno jest ustalić całkowity koszt ekonomiczny katastrofy. Według Michaiła Gorbaczowa ZSRR wydał 18 mld rubli (w tym czasie równowartość 18 mld dolarów – wg kursu oficjalnego) na działania związane z zamknięciem i dekontaminację. Na Białorusi całkowity koszt w okresie 30 lat szacuje się na 235 miliardów dolarów (wartość dolara z 2005). Jak podała Państwowa Agencja Kontroli Promieniowania i Bezpieczeństwa Radiacyjnego „Biełlesrad” w państwie tym skażonych zostało 21% powierzchni lasów (drewno, flora i fauna). Bieżące koszty są dobrze znane – w swoim raporcie Forum Czarnobyla 2003–2005 stwierdziło, że 5–7% wydatków budżetowych na Ukrainie jest nadal związane z katastrofą w Czarnobylu, a na Białorusi uważa się, że w latach 1991–2003 wydano ponad 13 miliardów dolarów – w 1991 r. 22% budżetu państwa było związane z katastrofą w Czarnobylu, spadając do 6% w 2002 roku. Większość bieżących kosztów odnosi się do płatności socjalnych dla 7 mln mieszkańców 3 krajów wokół Czarnobyla.
Znaczący wpływ na gospodarkę w tym czasie miało wyłączenie z produkcji 784 320 ha gruntów rolnych i 694 200 ha lasów. Chociaż wiele z tych ziem zostało przywróconych do użytkowania, koszty produkcji rolniczej wzrosły ze względu na konieczność stosowania specjalnych technik uprawy, nawozów i dodatków.
Politycznie katastrofa miała wielkie znaczenie dla realizacji nowej polityki sowieckiej głasnosti i pomogła zacieśnić stosunki ZSRR–USA pod koniec zimnej wojny. Katastrofa stała się również kluczowym czynnikiem ostatecznego rozpadu Związku Radzieckiego w 1991 i miała duży wpływ na kształtowanie się nowej Europy Wschodniej.
Na Ukrainie katastrofa w Czarnobylu podważyła wiarygodność reżimu komunistycznego oraz dała impuls do rozwoju ekologicznych i społeczno-politycznych organizacji. Ich głównym zadaniem, obok ochrony środowiska naturalnego, była walka o demokratyczne standardy w ukraińskiej republice, a pod koniec lat 80. także o całkowitą niepodległość. Stąd niektórzy ukraińscy badacze na początku lat 90. określili katastrofę czarnobylską mianem „katalizatora walki Ukraińców o niepodległość”.

## Polska reakcja na katastrofę
Informacja o katastrofie była w początkowej fazie ukrywana przez władze w Moskwie. Jak skomentowali to dziennikarze Dusko Doder i Louise Branson, początkową reakcją KPZR było „blokowanie informacji w nadziei, że skutki katastrofy jakoś same znikną, albo że nikt ich nie zauważy”.
28 kwietnia, dwa dni po katastrofie, o godz. 5:33 stacja monitoringu radiacyjnego Służby Pomiaru Skażeń Promieniotwórczych w Mikołajkach zarejestrowała aktywność izotopów promieniotwórczych w powietrzu ponad pół miliona razy większą niż normalnie. O godz. 9 informację przekazano do Centralnego Laboratorium Ochrony Radiologicznej (CLOR) w Warszawie, które o godz. 10 ogłosiło alarm. Początkowo polscy naukowcy przypuszczali, że gdzieś nastąpiła eksplozja atomowa. Jednak analiza promieniotwórczych zanieczyszczeń jednoznacznie wskazywała, że ich źródłem może być tylko pożar reaktora atomowego. Dopiero o godz. 18 specjaliści dowiedzieli się z radia BBC, że chodzi o Czarnobyl. Wskazuje to na silną blokadę informacji, jaką wprowadziły sowieckie władze.
W nocy 28/29 kwietnia CLOR przedstawiło władzom propozycje ochrony ludności, której istotnym punktem było podanie dużej dawki jodu w celu zablokowania wchłaniania radioaktywnego izotopu jodu-131, kumulującego się w tarczycy i mogącego doprowadzić do rozwoju nowotworu tego narządu. Wobec niedostępności tabletek jodowych, podjęto niekonwencjonalną decyzję o wykorzystaniu w tym celu płynu Lugola, czyli wodnego roztworu jodku potasu i pierwiastkowego jodu.
28 kwietnia „Trybuna Ludu” poinformowała w małej notatce o „odnotowaniu przez nowozelandzkich naukowców nowej próby atomowej przeprowadzonej przez Francję na poligonie na Atolu Mururoa”. 30 kwietnia gazeta poinformowała o wystąpieniu „pewnego wycieku substancji radioaktywnych”.
29 kwietnia po całonocnych obradach członkowie Biura Politycznego KC PZPR i rządu powołali Komisję Rządową, która o godz. 11 podjęła decyzję o podaniu płynu Lugola dzieciom i młodzieży w 11 województwach północno-wschodnich, nad którymi przeszła radioaktywna chmura. Akcja rozpoczęła się tego samego dnia wieczorem; w ciągu 24 godzin jod podano ok. 75% populacji dzieci w tym rejonie. 30 kwietnia akcję rozszerzono na cały kraj. W ciągu kilkudziesięciu godzin stabilny jod podano 18,5 mln osób, w znacznej większości dzieciom do 17. roku życia. Postanowiono wstrzymać wypas bydła na łąkach i zalecono podawanie dzieciom mleka w proszku lub mleka skondensowanego, a także niespożywanie świeżych owoców, warzyw, jarzyn i grzybów, wody deszczowej i stopionego śniegu. Mleko od krów wypasanych w dniach wcześniejszych przeznaczono do przerobu.
Był to jeden z przypadków w PRL, kiedy władze polskie mimo początkowych oficjalnych zaprzeczeń strony radzieckiej podjęły działania wbrew ich zaleceniom, ale w interesie własnych obywateli. Ewenementem było opublikowanie przez gazety komunikatu Komisji Rządowej wraz z tabelą skażeń. Jednak po początkowo dobrej współpracy CLOR i władz, badania skażenia prowadzone przez CLOR napotykały na trudności, a z końcem maja CLOR otrzymało nakaz zakończenia monitorowania ilości jodu-131 w tarczycy u dzieci.
I tak wkrótce po decyzjach podjętych pod koniec kwietnia władze PRL wprowadziły politykę dezinformacyjną, sugerującą niewielką skalę skażenia. Nie zamknięto szkół, nie zalecono niewypuszczania dzieci z domów, zamykania okien, dokładnego mycia owoców i warzyw, zbyt długiego przebywania na powietrzu. Odstąpiono też od polewania ulic wodą. Władze zachęcały do pierwszomajowych pochodów.
Dyrektor Instytutu Matki i Dziecka uspokajała, że „dzieciom nic się nie stanie, jak pobiegają sobie na świeżym powietrzu, najwyżej będą musiały się częściej myć, ale wyjdzie im to na zdrowie”, prasa powoływała się też na opinie bliżej nieokreślonych „szwedzkich specjalistów” o „niegroźnym poziomie promieniowania”. Do celów propagandowych wykorzystywano również Wyścig Pokoju rozpoczynający się tego roku w Kijowie. Korespondenci z polskiej prasy pisali: „Na starcie, niestety, nie stanęły mimo wcześniejszego zgłoszenia drużyny szeregu państw. Na tej nieobecności zaważyła prowadzona z wielkim rozgłosem przez zachodnie ośrodki propagandowe kampania wokół awarii w Czarnobylu”.

### Współczesna ocena sytuacji
Średnia dawka na całe ciało, jaką otrzymał średnio mieszkaniec Polski w wyniku awarii czarnobylskiej, w ciągu roku od awarii wyniosła 0,3 mSv, a przewidywana dawka jaką otrzyma w ciągu 70 lat – 0,9 mSv, w tym czasie dawka promieniowania naturalnego wyniesie około 170 mSv.
Faktycznie 1 maja 1986 r. opad promieniotwórczy nie był już groźny dla zdrowia. Nie zarejestrowano wzrostu zachorowań na raka brodawkowatego tarczycy, typową formę raka popromiennego.
Znaczny udział w budowaniu atmosfery lęku przed energetyką jądrową miały wypowiedzi prasowe doktora Jerzego Jaśkowskiego, który w 1989 sugerował, że „ilość radionuklidów uwalnianych [do atmosfery] podczas bezawaryjnej pracy elektrowni jądrowej w ciągu jednego roku stanowi wartość porównywalną z 100 bombami, zrzuconymi na Hiroszimę” oraz że katastrofa w Czarnobylu spowodowała wzrost liczby martwych urodzeń w Polsce „o około 30 tys.” (w rzeczywistości liczba ta wynosiła w 1986 ok. 3700, a w 1987 ok. 3400). Wypowiedzi te zostały zdementowane przez Polskie Towarzystwo Fizyki Medycznej.
Prof. Zbigniew Jaworowski po 20 latach od katastrofy wyrażał pogląd, iż skutki genetyczne katastrofy w Czarnobylu wśród mieszkańców Ukrainy i Białorusi były znacznie mniejsze, niż się powszechnie sądzi. Twierdził także, że podawanie w Polsce płynu Lugola, które sam zainicjował w kwietniu 1986, było zbędne, ponieważ skażenie atmosfery nad Polską radioaktywnym jodem było znacznie poniżej progu zagrożenia. Z drugiej strony potwierdzał, że wobec całkowitego braku rzetelnych informacji ze strony oficjalnych służb ZSRR akcja ówczesna była całkowicie uzasadniona, tym bardziej że nawet wobec braku skażenia terapia zapobiegawcza tym specyfikiem nie wywołuje negatywnych skutków ubocznych. Archiwum Służby Bezpieczeństwa Ukrainy (SBU) ujawniło tajne dokumenty na temat elektrowni. Według dokumentów opublikowanych 35 lat po katastrofie, do awarii dochodziło już w latach 1982 i 1984. Informacje zostały zatajone, aby nie dopuścić do rozprzestrzeniania się „panikarskich pogłosek”.

## Rezerwat

Zona (Strefa) 24 lata po katastrofie

Mapa radiacji z 1996 r.

Po katastrofie wokół elektrowni utworzono kilkanaście całkowicie lub częściowo zamkniętych stref. Łącznie strefy zamkniętego dostępu dla ludzi objęły obszar ponad 4769 km². Z powodu dużych ilości żywności pozostawionej przez ewakuowanych w pośpiechu ludzi nastąpił szybki wzrost liczby gryzoni zamieszkujących zamknięty obszar. Pojawiły się nawet głosy postulujące ich wytrucie, jednak natura sama ustabilizowała sytuację. Do zamkniętych stref zaczęło przybywać coraz więcej drapieżników i kolejnych zwierząt łańcucha pokarmowego.
Zdaniem niektórych obserwatorów dzięki brakowi ingerencji człowieka w środowisko na terenach strefy zamkniętej liczebność zwierząt zwykle zamieszkujących te tereny zwiększyła się kilkunastokrotnie, a wokół Czarnobyla żyje także wiele gatunków zwierząt, które wyginęły na tych terenach dziesiątki lat wcześniej lub nie występowały w ogóle.

## Stan obecny

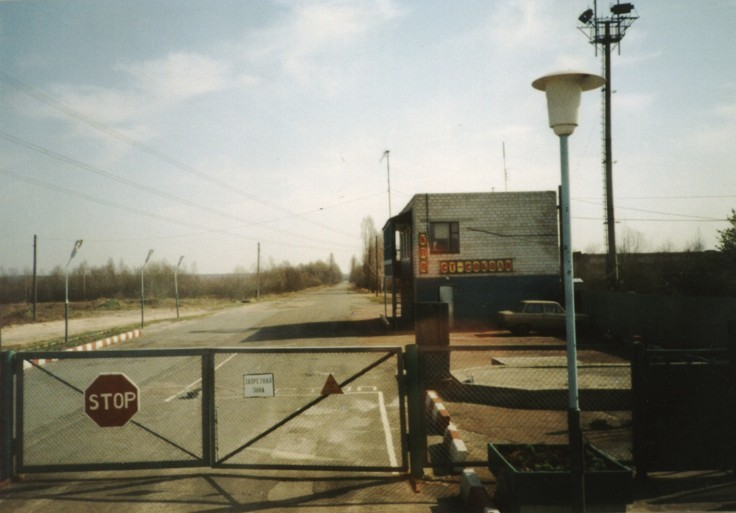
Wjazd do strefy zamkniętej wokół elektrowni

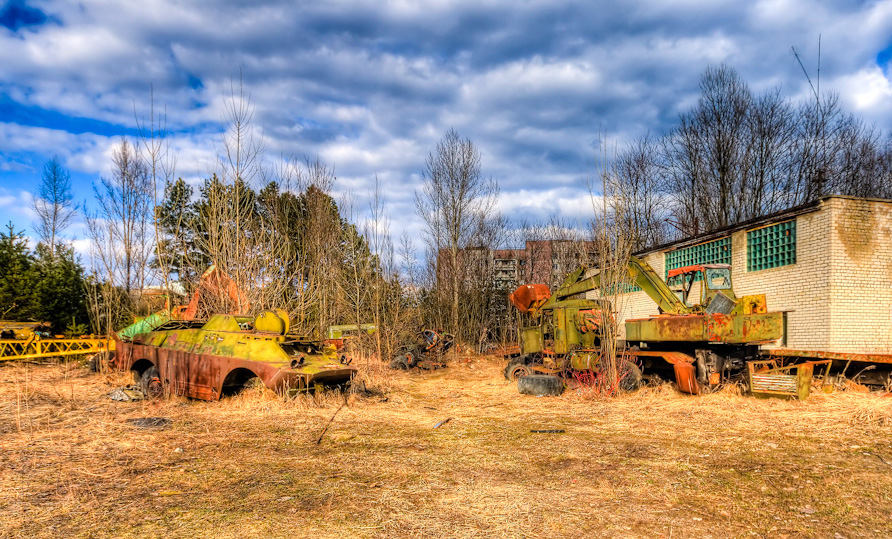
Wrak BRDM-2 w Prypeci

W 1991 w bloku nr 2 elektrowni w Czarnobylu wybuchł pożar. Mimo iż awaria była niegroźna, rząd niepodległej już Ukrainy wydał decyzję o natychmiastowym zamknięciu reaktora nr 2, a do 1993 wszystkich pozostałych. Z uwagi na ogromne koszty i brak możliwości zrównoważenia bilansu energetycznego Ukrainy, dopiero w 1996 wyłączono reaktor nr 1, a w grudniu 2000 zamknięto ostatni pracujący reaktor nr 3, tym samym elektrownia ostatecznie przestała funkcjonować.
Problemem pozostaje wysoki koszt usunięcia szkód po katastrofie. W 1995 grupa G7 zobowiązała się przeznaczyć na likwidację elektrowni i szkód do 2,3 mld USD (w tym 498 mln jako pomoc bezzwrotną). Z kolei Unia Europejska zadeklarowała pod koniec lat 90. pomoc w wysokości około 430 mln euro – w tym środki na budowę 2 kolejnych elektrowni atomowych, mających rozwiązać problemy energetyczne Ukrainy związane z zamknięciem elektrowni czarnobylskiej. Aż do 2006 roku brytyjska Food Standards Agency prowadziła monitoring niektórych terenów hodowlanych w Walii, które w 1986 uznano za „potencjalnie skażone”.
Strefa wokół Czarnobyla do dziś jest zamknięta. Obowiązuje tam surowy zakaz przebywania. Pomimo to w domach w okolicznych wsiach można spotkać nielegalnych mieszkańców, utrzymujących się z rolnictwa, zaś wycieczki z całego świata zwiedzają swobodnie to miejsce. Elektrownia atomowa w Czarnobylu stała się atrakcją turystyczną – ukraińskie władze otworzyły strefę dotąd zamkniętą po katastrofie w 1986 roku.
Strefa rozkradana jest przez turystów i poszukiwaczy złomu; znikają nawet najbardziej skażone przedmioty, na przykład kombinezony likwidatorów.
W związku z bardzo złym stanem oraz zapadnięciem się fragmentu dachu w 2013 roku podjęto budowę nowej osłony, tak zwanej arki. Projekt ten został sfinansowany z pieniędzy pochodzących spoza Ukrainy: Europejski Bank Odbudowy i Rozwoju przeznaczył 190 mln euro, Unia Europejska 110 mln euro, Stany Zjednoczone 85,5 mln euro; Polska wyłożyła na ten cel 1,5 mln euro. Wykonawcą był francuski koncern Novarka. Arka została wzniesiona 250 metrów od uszkodzonego reaktora, a w listopadzie 2016 nasunięto ją nad miejsce katastrofy. Ma ona wymiary około 150 m × 250 m, wysokość ponad 100 m i masę 29 tysięcy ton. Jest wyposażona w zdalnie sterowane urządzenia do demontażu pozostałości po reaktorze. Jej przewidywana trwałość wynosi co najmniej 100 lat.

## Odbicie w kulturze masowej
Utworzonych zostało wiele materiałów filmowych związanych z tematyką katastrofy – od amatorskich materiałów z wycieczek do skażonej strefy, po profesjonalne produkcje – np. miniserial Czarnobyl produkcji HBO, z premierą 6 maja 2019 oraz film Czarnobyl 1986 z premierą 21 lipca 2021.
Powstały również gry komputerowe. Najbardziej rozpoznawalną serią gier, tworzonych przez ukraińskie studio GSC, jest S.T.A.L.K.E.R., wykorzystujący katastrofę jako tło fabularne wydarzeń opisywanych we wszystkich odsłonach cyklu.